# Hypereteone lighti
Hypereteone lighti är en ringmaskart som först beskrevs av Hartman 1936.  Hypereteone lighti ingår i släktet Hypereteone och familjen Phyllodocidae. Inga underarter finns listade i Catalogue of Life.